# Katarina Eriksdotter
Katarina Eriksdotter (působení ve 12. století) byla švédská princezna, dcera krále Erika Svatého a jeho královny, Kristiny.

## Biografie
Provdala se za Nilse Blakea, který byl pravděpodobně švédským velmožem. Měli dceru Kristinu Nilsdotter, která se provdala za norského hraběte Haakona Šíleného, a později Eskila Magnussona, västergötlandského zákonodárce.